# Frankrigs oversøiske områder
|  | Sammenskrivningsforslag Artiklen Oversøisk forvaltningsområde er foreslået føjet ind i Frankrigs oversøiske områder. (Siden oktober 2016) Diskutér forslaget |

Frankrigs oversøiske områder, ofte forkortet DOM-TOM (for oversøiske departementer - 
oversøiske territorier) eller nyere DROM-COM 
(for departementer og oversøiske regioner – oversøiske territorier), består af områder under fransk suverænitet, der befinder sig uden for det europæiske kontinent, mens den europæiske del betegnes France métropolitaine.[hexagone]
Akronymet DOM-TOM blev indtil 2003  i vid udstrækning brugt til at sammenfatte forskellige juridiske statusser i disse lande. 
Da forfatningsændringen af 2003 ikke længere matcher status af de områder som den dækker, er det efterhånden erstattet af DOM-COM 
eller DROM-COM, selvom hver COM bruger sin egen betegnelse indbyrdes.
Siden maj 2014 er George Pau-Langevin (PS) minister for Det Oversøiske Frankrig, "Ministre des outre-mer".

## Det oversøiske Frankrig
De Franske Oversøiske Departementer, Regioner og Territorier

### Forkortelser
Før februar 2003:
DOM-TOM, Oversøiske departementer og territorier.
Efter februar 2003:
DOM, Départements d'Outre-Mer – Oversøiske departementer. De har den samme status som alle andre departementer i Frankrig (art.73 i forfatningen)  Dvs. de er en del af EU i modstrid med hvad danske myndigheder praktiserer.
ROM, Régions d'Outre-Mer, Oversøiske regioner. De har samme status som alle andre regioner i Frankrig (art.73 i forfatningen).
COM, Collectivitées d'Outre-Mer – Oversøiske kollektiviteter De enkelte COM-er har forskellig status (art. 74 i forfatningen). 
TAAF, Terres Australes et Antarctiques françaises – Franske Sydlige og Antarktiske Territorier. Disse områder er omfattet af artikel 72-3 i forfatningen og besidder deres egen administration som har sæde i Saint-Pierre i Réunion.
Collectivité sui generis, Ét oversøisk "samfund af særlig art" som Ny Kaledonien (Er omfattet af titel XIII i forfatningen, artikler 76 og 77).
Propriété Domaniale de l'Etat, Statens Private Domæner under direkte fransk administration, île Clipperton.

## DOM-ROM, COM, Beboede områder
| Flag                     | Navn                     | Hovedstad      | Befolkning (2005) | Areal      | Status                                                    | Placering                  | Bemærkninger                                                                                  |
| ------------------------ | ------------------------ | -------------- | ----------------- | ---------- | --------------------------------------------------------- | -------------------------- | --------------------------------------------------------------------------------------------- |
|                          | Guadeloupe               | Basse-Terre    | 448.713           | 1.703 km²  | DOM-ROM DFA, Franske departementer i Amerika              | Antiller                   | Øerne Saint-Barthélemy og Saint-Martin har ændret status fra DOM til COM den 21. februar 2007 |
| Fransk Guyana            | Fransk Guiana            | Cayenne        | 195.506           | 86.504 km² | DOM-ROM DFA, Franske departementer i Amerika              | Sydamerika                 |                                                                                               |
| Martinique               | Martinique               | Fort-de-France | 432.900           | 1.128 km²  | DOM-ROM DFA, Franske departementer i Amerika              | Antiller                   |                                                                                               |
| Réunion                  | Réunion                  | Saint-Denis    | 776.948           | 2.512 km²  | DOM-ROM                                                   | Indiske Ocean              |                                                                                               |
| Mayotte                  | Mayotte                  | Mamoudzou      | 201.234           | 374 km²    | DOM-ROM                                                   | Afrika (Mozambiquekanalen) | Ændrer status til ROM i løbet af 2011, efter krav fra Comorerne                               |
|                          | Ny Kaledonien            | Nouméa         | 232.258           | 19.058 km² | collectivité sui generis, Territorium med særlige aftaler | Sydlige Stillehav          | Folkeafstemning om uafhængighed planlagt til 2014                                             |
| Fransk Polynesien        | Fransk Polynesien        | Papeete        | 260.338           | 4.167 km²  | COM Med særlig betegnelse: Oversøiske land                | Sydlige Stillehav          |                                                                                               |
| Saint-Pierre og Miquelon | Saint-Pierre-et-Miquelon | Saint-Pierre   | 7.012             | 242 km²    | COM                                                       | Canada                     |                                                                                               |
| Wallis og Futuna         | Wallis-et-Futuna         | Mata-Utu       | 15.185            | 274 km²    | COM                                                       | Sydlige Stillehav          |                                                                                               |
| Saint-Barthélemy         | Saint-Barthélemy         | Gustavia       | 6 852 (1999)      | 25 km²     | COM                                                       | Antiller                   | Territorium udskilt fra DOM-ROM (Guadeloupe) fra den 21. februar 2007                         |
| Frankrig                 | Saint-Martin             | Marigot        | 31 397 (2002)     | 53 km²     | COM                                                       | Antiller                   | Territorium udskilt fra DOM-ROM (Guadeloupe) fra den 21. februar 2007                         |

## DOM-ROM-COM befolkning og arealer
| Status        | Befolkning | Areal       |
| ------------- | ---------- | ----------- |
| DOM-ROM       | 1.854.067  | 91.847 km²  |
| COM           | 483.769    | 5.057 km²   |
| Ny Kaledonien | 232.258    | 19.058 km²  |
| Total         | 2.570.094  | 115.962 km² |

## Ubeboede områder
| Navn                         | Areal     | Status                 | Placering                 | Bemærkninger                                    |
| ---------------------------- | --------- | ---------------------- | ------------------------- | ----------------------------------------------- |
| Bassas da India              | 1 km²     | TAAF distrikt          | Afrika (Mozambique kanal) | Kræves af Madagaskar                            |
| Clipperton                   | 7 km²     | Statens private domæne | Vest for Mexico           | Kræves af Mexico                                |
| Îles Crozet                  | 352 km²   | TAAF distrikt          | Indiske ocean             |                                                 |
| Europa                       | 28 km²    | TAAF distrikt          | Afrika (Mozambique kanal) | Kræves af Madagaskar                            |
| Îles Glorieuses              | 5 km²     | TAAF distrikt          | Stillehavet               | Kræves af Comorerne, Madagaskar og Seychellerne |
| Juan de Nova                 | 4,4 km²   | TAAF distrikt          | Afrika (Mozambique kanal) | Kræves af Madagaskar                            |
| Îles Kerguelen               | 7.215 km² | TAAF distrikt          | Indiske ocean             |                                                 |
| Îles Saint-Paul et Amsterdam | 66 km²    | TAAF distrikt          | Indiske ocean             |                                                 |
| Tromelin                     | 1 km²     | TAAF distrikt          | Indiske ocean             | Kræves af Mauritius                             |

- Bassas da India
21° 27’ S, 39° 45’ E
- Clipperton.
10° 18’ N, 109° 13’ W
- Crozet.
45° 95’ og 46° 50’ S
 50° 33’ og 52° 58’ E
- Europa.
22° 20’ S, 40° 22’ E
- Glorioso Islands.
11° 30 S, 47° 20 E
- Juan de Nova Island.
17° 03’ S, 42° 45’ E
- Kerguelen.
48°35' og 49°54' S
 68° 43' og 70° 35' E
- Amsterdam.
37° 50' S, 77° 31 E
- St. Paul.
38° 43' S og 77° 31' E
- Tromelin.
15° 52’ S, 54° 25’ E

### Antarktiske områder
| Navn         | Areal       | Status        | Placering           | Bemærkninger                                               |
| ------------ | ----------- | ------------- | ------------------- | ---------------------------------------------------------- |
| Terre Adélie | 432.000 km² | TAAF Distrikt | Antarktiske områder | Suverænitet indenfor Den Antarktiske Traktats jurisdiktion |